# Palmino ulje
Palmino ulje spada pod biljne masti/ulja, a u sirovom je stanju tamnožuto do žućkastocrveno, karakteristično neugodna, sladunjava okusa i mirisa po ljubicama; tijekom prerade se ti teški mirisi i okusi uklanjaju. Predstavlja svakodnevnu hranu i zapravo najvažniji izvor biljnih masnoća u ljudskoj prehrani u tropskim zemljama, a zbog povoljnije cijene se sve više koristi u industrijskoj proizvodnji i ugostiteljstvu i u područjima s kontinentalnom klimom.
U novije vrijeme se preispituje koliko je njegovo korištenje zdravstveno prihvatljivo. Prema studiji Mancini i dr. iz 2015. godine, klinička istraživanja o utjecaju palminog ulja su za sada nedostatna za donošenje kvalitetne prosudbe. Međutim se prema trenutačnom stanju znanstvene spoznaje može zaključiti da korištenje izvora masnoće s visokim postotokom zasićenih masti - među koji spada palmino ulje, ali i pretežni dio preostalih ulja i drugih izvora masnoća koje se danas koriste za ljudsku prehranu - negativno utječe na zdravlje krvožilnog sustava.
Naziv "palmino ulje" se koristi za ulje proizvedeno iz pulpe ("mesa") plodova uljnih tipova palme, najviše od afričkog soja Elaeis guineensis ("palma uljarica").
Od jezgri (koštica) plodova istih vrsta palme proizvodi se "ulje palminog jezgra", koje sadrži znatno viši postotak zasićenih masti. Od palminog ulja se vrlo razlikuje kokosovo ulje, koje se proizvodi od plodova koje rastu na drugačijim vrstama palmi, i ima drugačiji okus, miris i druga svojstva.

## Dobivanje
Stabla palmi na plantažama daju više masti na jedinicu površine nego bilo koji drugi agrikulturni urod. Prosječan prinos po jutru je 1135 kg, dok kokosov orah daje 330 kg, kikiriki 160 kg, a soja 85 kg.
Ulje se dobiva prešanjem i iskuhavanem mesnatoga dijela plodova palmi Elaeis guineensis (afrička palma uljarica, kojoj je domovina Nigerija i zapadna obala Afrike, a uzgaja se na plantažama na Sumatri), te Elaeis melanococca (kojoj je domovina Amerika), i to isključivo u zemljama u kojima te biljke rastu. Ulje nešto slabije kvalitete dobiva se i preradom jezgri plodova uljnih vrsta palme.
Hidroliza daje uglavnom palmitinsku kiselinu.

## Uporaba
Palmino ulje očišćeno oksidacijom se koristi pretežno za hranu, iako i služi za proizvodnju jako mirišljavih sapuna i svijeća. U prodaji dolazi najčešće u metalnim posudama od 3 litre.
Procjenjuje se da na svaku osobu na svijetu dolazi prosječna potrošnja od čak 7,7 kg), tj. oko 190 ccal po pripadniku ljudske vrste dnevno, što ga ubraja među najznačajnije namirnice; napose je tome tako u zemljama tropskog pojasa, gdje ima ulogu najznačajnijeg izvora masnoća u ljudskoj prehrani i zauzima iznimno važnu ulogu u kulinarskoj kulturi.
| Jodni broj i broj osapunjenja masti i ulja |           |
| ------------------------------------------ | --------- |
| Broj saponifikacije                        | 196 - 210 |
| Jodni broj                                 | 48 - 58   |

| Sastav masnih kiselina (%) |        |
| -------------------------- | ------ |
| Miristinska                | 17-20  |
| Palmitinska                | 4 - 10 |
| Stearinska                 | 1 -5   |
| Oleinska                   | 2-10   |
| Linolna                    | 0-2    |